# Cathédrale Saint-Pierre-Apôtre de Cerignola
La cathédrale Saint-Pierre-Apôtre de Cerignola (cattedrale di San Pietro Apotolo) est une église catholique romaine de Cerignola, en Italie. Il s'agit de la cathédrale du diocèse de Cerignola-Ascoli Satriano.

## Description

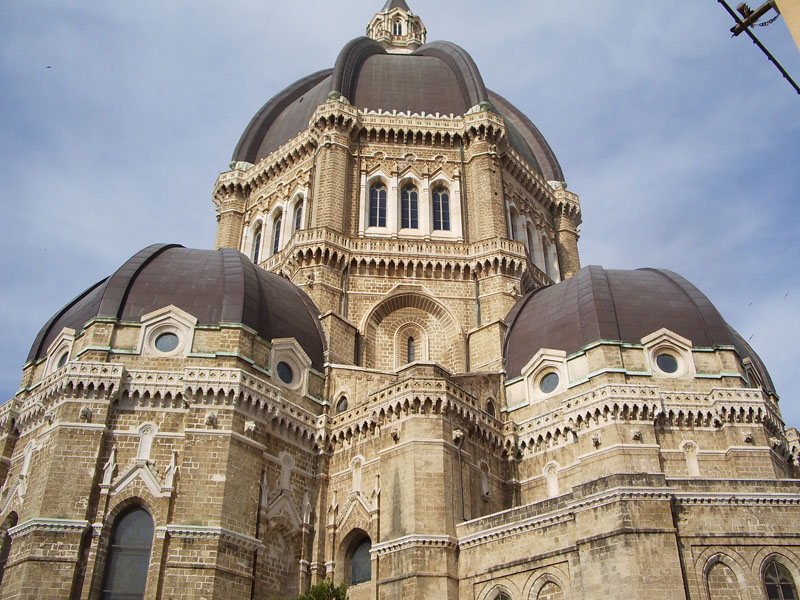